# Sarah Kyolaba
Sarah Kyolaba, còn được biết đến với nghệ danh "Suicide Sarah" (1955 – 11 tháng 6 năm 2015), là người vợ thứ năm và là người vợ cuối cùng của lãnh tụ độc tài Idi Amin. Cô gặp Amin khi cô là một vũ công go-go 19 tuổi và họ kết hôn năm 1975. Hai người có ba đứa con nhưng Kyolaba rời bỏ Amin sau khi Amin lưu vong và cô tìm đường đến Anh, tại đó cô điều hành một nhà hàng và sau đó là một tiệm làm tóc. Cô đã bị phế truất vào năm 1979 và chết vì ung thư vào năm 2015.

## Đầu đời
Sarah Kyolaba được sinh ra ở Uganda vào năm 1955.

## Idi Amin
Kyolaba đã gặp Idi Amin khi cô là một vũ công go-go 19 tuổi trong Ban nhạc Trung đoàn Cơ giới Tự tử Cách mạng (Revolutionary Suicide Mechanised Regiment Band) của Quân đội Uganda. Điều đó dẫn đến biệt danh của cô, "Suicide Sarah". Cặp đôi kết hôn ở Kampala năm 1975 trong một buổi lễ mà Yasser Arafat là người phù rể. Tiệc cưới được báo cáo có chi phí tương đương 2 triệu bảng. Kyolaba được cho là người vợ "yêu thích" của Amin.
Kyolaba đã có mối quan hệ với một người đàn ông ở Masaka  khi cô gặp Amin, và vào ngày 25 tháng 12 năm 1974 đã sinh con riêng. Amin đã truyền hình việc sinh con trên truyền hình như con của chính mình, và người cha thực sự của đứa bé đã sớm biến mất.
Khi Amin bị buộc rời khỏi Uganda vào năm 1979, Kyolaba đã cùng ông lưu vong ở nước ngoài, đầu tiên ở Libya và sau đó tới Ả Rập Saudi, nơi cuối cùng họ định cư ở Jeddah. Kyolaba ly thân với Amin năm 1982. Cô đi du lịch đến Đức cùng Faisal Wangita, một trong bốn đứa con của cô (ba con với Amin), nơi cô xin tị nạn và làm người mẫu nội y. Cô sau đó chuyển đến London.

## Cuộc sống ở London
Từ năm 1997 cho đến ít nhất là năm 1998, Kyolaba điều hành nhà hàng của Krishna ở Upton Road, West Ham, London, phục vụ các món ăn như dê hầm, muchomo (thịt nướng với salad) và ekigere (thịt bò hầm  Tuy nhiên, nhà hàng này đã bị đóng cửa một thời gian vào tháng 11 năm 1997 sau khi các thanh tra sức khỏe môi trường tìm thấy gián và chuột trong bếp. Kyolaba tránh phải đi tù bằng cách nhận tội. Tại Snaresbrook Crown Court, cô đã nhận được một khoản không bị tù giam có điều kiện trong hai năm và phải trả 1.000 bảng cho chi phí truy tố.
Sau cái chết của Amin ở Jeddah năm 2003, Kyolaba gọi ông là "anh hùng châu Phi đích thực" và là "người cha tuyệt vời", nói thêm, "Amin chỉ là một người bình thường, không phải quái vật. Ông ấy là một người vui vẻ, rất thú vị và tốt bụng ".
Vào ngày 3 tháng 8 năm 2007, con trai bà, Faisal Wangita, bị kết tội âm mưu gây thương tích và bị tù năm năm vì liên quan đến vụ giết người trong băng đảng của một người đàn ông Somalia 18 tuổi. Anh bị trục xuất đến Uganda sau khi kết thúc bản án.

## Qua đời
Kyolaba chết vì ung thư vào ngày 11 tháng 6 năm 2015 tại Bệnh viện Hoàng gia miễn phí ở London.
Vào lúc chết, cô đang điều hành một tiệm làm tóc ở Tottenham, phía bắc London và sống gần đó tại Palmers Green.